# Sainte-Jalle
Sainte-Jalle è un comune francese di 281 abitanti situato nel dipartimento della Drôme della regione dell'Alvernia-Rodano-Alpi.

## Società

### Evoluzione demografica
Abitanti censiti